# Нормално срце
Нормално срце (енгл. The Normal Heart) америчка је филмска драма из 2014. године, у режији Рајана Марфија, по сценарију Ларија Крејмера. Темељи се на истоименом позоришном комаду из 1985. године. Главне улоге глуме: Марк Рафало, Мет Бомер, Тејлор Кич, Џим Парсонс, Алфред Молина, Џо Мантело, Џонатан Гроф и Џулија Робертс.
Приказује пораст кризе ХИВ-а и сиде у Њујорку између 1981. и 1984. године, очима књижевника и активисте Неда Викса (Руфало), оснивача истакнуте групе помоћи особама зараженим ХИВ-ом. Викс жели да јавне конфронтације постану мирније, приватније стратегије које фаворизују његови сарадници, пријатељи и клозетовани љубавник, Феликс Тернер (Бомер). Њихове разлике у размишњању доводе до аргумената који прете да поткопају заједничке циљеве.
Премијерно је приказан 25. маја 2014. године на кабловкој мрежи HBO.

## Радња
Прича о почецима кризе ХИВ-а и сиде у Њујорку раних 1980-их, са храбрим освртом на националну политику о сексуалности у време када се геј активисти и њихови савезници боре да обелодане истину о епидемији која се шири.

## Улоге
| Глумац           | Улога          |
| ---------------- | -------------- |
| Марк Рафало      | Нед Викс       |
| Мет Бомер        | Феликс Тернер  |
| Тејлор Кич       | Брус Најлс     |
| Џим Парсонс      | Томи Боутрајт  |
| Алфред Молина    | Бен Викс       |
| Џулија Робертс   | др Ема Брукнер |
| Џо Мантело       | Мики Маркус    |
| Б. Д. Вонг       | Бази           |
| Џонатан Гроф     | Крејг Донер    |
| Стивен Спинела   | Санфорд        |
| Фин Витрок       | Алберт         |
| Денис О’Хер      | Хирам Киблер   |
| Кори Стол        | Џон Бруно      |
| Данијела Ферланд | Естела         |
| Френк де Хулио   | Ник            |
| Адам Шапиро      | Бела           |